# West Point (Indiana)
West Point – jednostka osadnicza w Stanach Zjednoczonych, w stanie Indiana, w hrabstwie Tippecanoe.